# Diario de Huelva
El Diario de Huelva fue un periódico español publicado en la ciudad de Hueva entre 1908 y 1942.

## Historia
Nació en 1908 de la mano del jefe local del Partido Conservador, Antonio de Mora Claros, aunque el diario teóricamente no estaba afiliado a ningún partido. De ideología conservadora, no obstante, se le consideró independiente. Tuvo una cierta presencia en la provincia de Huelva, aunque nunca llegaría a tener la misma influencia que la prensa editada en Sevilla. Durante el periodo de la Segunda República, aunque ocasionalmente apoyó a la coalición derechista CEDA, a partir de 1934 llegó a formar parte del grupo editorial carlista Impresora Bética (IBSA). Siguió publicándose tras el estallido de la Guerra civil, pero no sobrevivió mucho tiempo como publicación independiente y terminó desapareciendo en 1942. Ello dejó al diario Odiel —órgano oficial del régimen franquista— como único periódico editado de la provincia de Huelva.